# Hyldest til Catalonien
Hyldest til Catalonien er den engelske forfatter George Orwells personlige beretning om den spanske borgerkrig, udgivet i 1938. Orwell var i Spanien fra december 1936 til juni 1937.

## Gennemgang af kapitlerne
Det skal bemærkes, at det følgende er baseret på en senere udgave af bogen, som indeholder nogle tilføjelser fra Orwells side: to kapitler (tidligere kapitel 5 og 11) er flyttet til et tillæg. Orwell mente, at disse kapitler skulle flyttes, så læserne kunne springe dem over, hvis de havde lyst – det drejer sig om journalistiske beskrivelser af den politiske situation i Spanien, og Orwell mente, at de var malplacerede inde i selve hans beretning.

### Kapitel 1
I 1. kapitel beskriver Orwell kammeratskabet og atmosfæren i det revolutionære Spanien og fortæller, at Barcelona var "en by, hvor arbejderklassen sad i sadlen." Et stort antal forretninger var blevet kollektiviseret, anarkisterne (dvs. de spanske anarkistiske organisationer CNT og FAI) havde magten, drikkepenge var forbudt, servile og ceremonielle talemåder såsom "Señor" og "Don" var forsvundet. Han fortæller om sin tid på Lenin-kasernen, hvor militsfolkene gennemgik "det, man latterligt nok kaldte 'instruktionen'", inden de skulle til fronten.
Resten af kapitlet går overvejende med at beskrive, hvad han ser som fejlene i POUM's arbejdermilits; han småbrokker sig over spaniernes frustrerende tendens til at udskyde alting til "mañana" (i morgen) og sine besværligheder med det spanske sprog (der ikke bliver mindre pga. den lokale brug af catalansk), og samtidig roser han generøsiteten og venligheden hos størstedelen af de spaniere, han møder. Orwell fører os frem til næste kapitel ved at beskrive al den "vrøvl om erobringer og helte" – parader i gaderne og jublende menneskemængder – som militsfolkene oplever, da de tager af sted til fronten i Aragonien.

### Kapitel 2
Orwell ankommer i januar 1937 til landsbyen Alcubierre og oplever de elendige forhold, der kun er blevet værre, fordi landsbyen er så tæt på fronten. Han nævner ankomsten af adskillige "fascistiske desertører" og de dårlige våben, som militsfolkene i området er udstyret med. Kapitlet slutter med, at Orwells centuria kommer til skyttegravene i nærheden af Zaragoza, hvor han første gang oplever at være nær ved at blive ramt af en kugle.

### Kapitel 3
Kapitlet begynder med en beskrivelse af skyttegravskrigens kedsommelighed, hvor man sniger sig rundt i tågen og er på natpatrulje. Orwell roser de spanske militser for deres relative sociale lighed, for deres evne til at holde fronten, mens hæren bliver trænet bagved, og for "den demokratiske 'revolutionære' type disciplin" som han siger er ""mere pålidelig, end man kunne vente". Den demokratiske og egalitære holdning er fremherskende ved fronten, også selvom den bliver systematisk modarbejdet bag linjerne af den kommunistisk-kontrollerede regering, politiet og pressen igennem hele det år. I resten af kapitlet beskriver Orwell manglerne og problemerne ved fronten – mangel på brændsel, tobak og ammunition – såvel som farerne for uheld, som følger af, at soldaterne er dårligt trænede og bevæbnede.

### Kapitel 4
Orwell slutter sig til en gruppe englændere, der er udsendt af det engelske Independent Labour Party (ILP), og som befinder sig ved Monte Trazo, tættere på Zaragoza. Her oplever han, hvordan fascisterne og socialisterne råber nærmest propagandistiske slagord til hinanden, og han erfarer, at Málaga er faldet. I februar bliver han sammen med andre POUM-militsfolk sendt til Huesca. Han nævner deres konstante brug af vittigheden "I morgen drikker vi kaffe i Huesca", som iflg. Orwell første gang blev sagt af en af regeringens generaler, der ledede et af de mange fejlslagne angreb på byen

### Kapitel 5
Orwell klager over, at der på den østlige side af Huesca, hvor han befinder sig, ikke sker noget – undtagen at foråret kommer, og med det, lus. I slutningen af marts er han 10 dage på et såkaldt hospital i Montflorite med en "betændt hånd". Han beskriver rotter, der "var virkelig så store som katte, eller næsten" (i 1984 lider hovedpersonen Winston Smith af en rottefobi, som Orwell også til en vis grad gør). Han kommer ind på den manglende "religiøse følelse" og fortæller, at for spanierne er den katolske kirke "simpelthen et svindelforetagende". Han siger, at kristendommen til en vis grad måske er blevet erstattet af anarkismen. Resten af kapitlet omhandler nogle af aktioner, Orwell deltog i – natlige fremstød mod de loyalistiske linjer, for eksempel.

### Kapitel 6
I dette kapitel beskrives en af disse aktioner – et angreb på Huesca for at lokke de fascistiske tropper væk fra et anarkistisk angreb på vejen til Jaca. 

### Kapitel 7
Kapitlet er nærmest et mellemspil. Orwell fortæller om de 115 dage, han tilbragte ved fronten, og han indser, at hans politiske overbevisning langsomt er ved at ændre sig, hvilket gør, at han forlader Spanien som en overbevist demokratisk socialist.

### Kapitel 8
I 8. kapitel beskriver Orwell den forandring i den sociale og politiske atmosfære, der er sket i Barcelona, da han vender tilbage efter mere end tre måneder ved fronten. Han fortæller, hvordan den revolutionære stemning er forsvundet, og hvordan den klassedeling, han troede var væk, er vendt tilbage med en klar opdeling mellem rig og fattig og det underdanige og servile sprog tilbagevendens. Orwell har besluttet sig til at forlade POUM og indrømmer her, at han ville "have foretrukket at slutte mig til anarkisterne", men i stedet forsøger han at slutte sig til de kommunistiske Internationale Brigader, så han kumme komme til Madrid-fronten. Anden halvdel af kapitlet beskriver konflikten mellem det anarkistiske CNT og det socialistiske UGT og den deraf følgende aflysning af 1. maj demonstrationen og indledningen til gadekampene under de såkaldte Majdage i Barcelona.

### Kapitel 9
Orwell beskriver her, hvordan han deltager i de gadekampe i Barcelona, der begynder 3. maj, da regeringstropper prøver at overtage telefoncentralen, som bliver kontrolleret af CNT. Orwell er med på POUM's side og er med til at bevogte en POUM-kontrolleret bygning. Selvom Orwell er klar over, at han kæmper på arbejdernes side, er han ikke glad for at komme tilbage til Barcelona på orlov og så blive indblandet i gadekampene. I det andet tillæg til bogen kommer Orwell ind på det, der stod politisk på spil i maj 1937, som han så det på det tidspunkt og senere, da han så tilbage.

### Kapitel 10
Orwell spekulerer i dette kapitel over, hvordan krigen vil gå, og han forudser, at "efterkrigsregeringen uundgåeligt må blive fascistisk". Han vender tilbage til fronten, hvor han bliver skudt i halsen af en snigskytte, hvilket gør, at han definitivt er ude af krigen. Efter at have været et stykke tid på et hospital i Lleida, overflyttes han til Tarragona, hvor han endelig bliver undersøgt over en uge efter at han er blevet ramt.

### Kapitel 11
Orwell fortæller om sine flytninger mellem hospitaler i Siétamo, Barbastro og Monzón, mens hans fratrædelsespapirer bliver færdigbehandlet, efter at han er blevet erklæret uegnet til militærtjeneste. Han vender tilbage til Barcelona og opdager, at POUM er blevet forbudt; det er sket samme dag som han har søgt om fratrædelse, og POUM-medlemmer bliver nu arresteret uden nogen form for sigtelse. Han tilbringer natten i ruinerne af en kirke; han kan ikke vende tilbage til sit hotel af frygt for at blive arresteret,

### Kapitel 12
Kapitlet handler om den politiske forfølgelse og frygten derfor samt Orwells og hans kones besøg hos George Kopp, som sidder i fængsel. Efter med stor fare for sig selv at have gjort, hvad han kan – og det er meget lidt – for at få Kopp løsladt, forlader Orwell og hans kone Spanien, og "takket være politiets manglende effektivitet" krydser de grænsen til Frankrig "uden episoder".

### Tillæg 1
Her diskuteres den overordnede politiske situation i Spanien og især den revolutionære situation i Barcelona på det tidspunkt. De primære forskelle mellem PSUC (de catalanske kommunister), anarkisterne og POUM beskrives.

### Tillæg 2
Dette er et forsøg på at aflive nogle af de myter, som den udenlandske presse (især den pro-kommunistiske presse) på det tidspunkt skrev om gadekampene, der fandt sted i Catalonien i begyndelsen af maj 1937 mellem anarkisterne og POUM på den ene side og kommunisterne og regeringstropperne på den anden.

Denne artikel er en oversættelse af artiklen Homage to Catalonia på den engelske Wikipedia. Oversættelsen tager i sin sprogbrug desuden udgangspunkt i den danske udgave af Hyldest til Catalonien (Gyldendals Paperbacks 1984), oversat af Birte Svensson.